# Szarvasgede
Szarvasgede ist eine ungarische Gemeinde im Kreis Pásztó im Komitat Nógrád.

## Geografische Lage
Szarvasgede liegt ungefähr 12 Kilometer südwestlich der Kreisstadt Pásztó.  Nachbargemeinden sind Jobbágyi, Kisbágyon, Palotás, Apc und Zagyvaszántó.

## Gemeindepartnerschaft
- Bałdrzychów, Polen

## Sehenswürdigkeiten
- Brunnen (Falikút)
- Ligárd-Pethő-Landhaus (Ligárd-Pethő-kúria), erbaut im 18. Jahrhundert
- Römisch-katholische Kirche Gyertyaszentelő Boldogasszony (Barock)
- Standbild des heiligen Johannes Nepomuk (Nepomuki Szent János szobor), erschaffen 1748
- Weltkriegsdenkmal (I. és II. világháborús emlékmű)

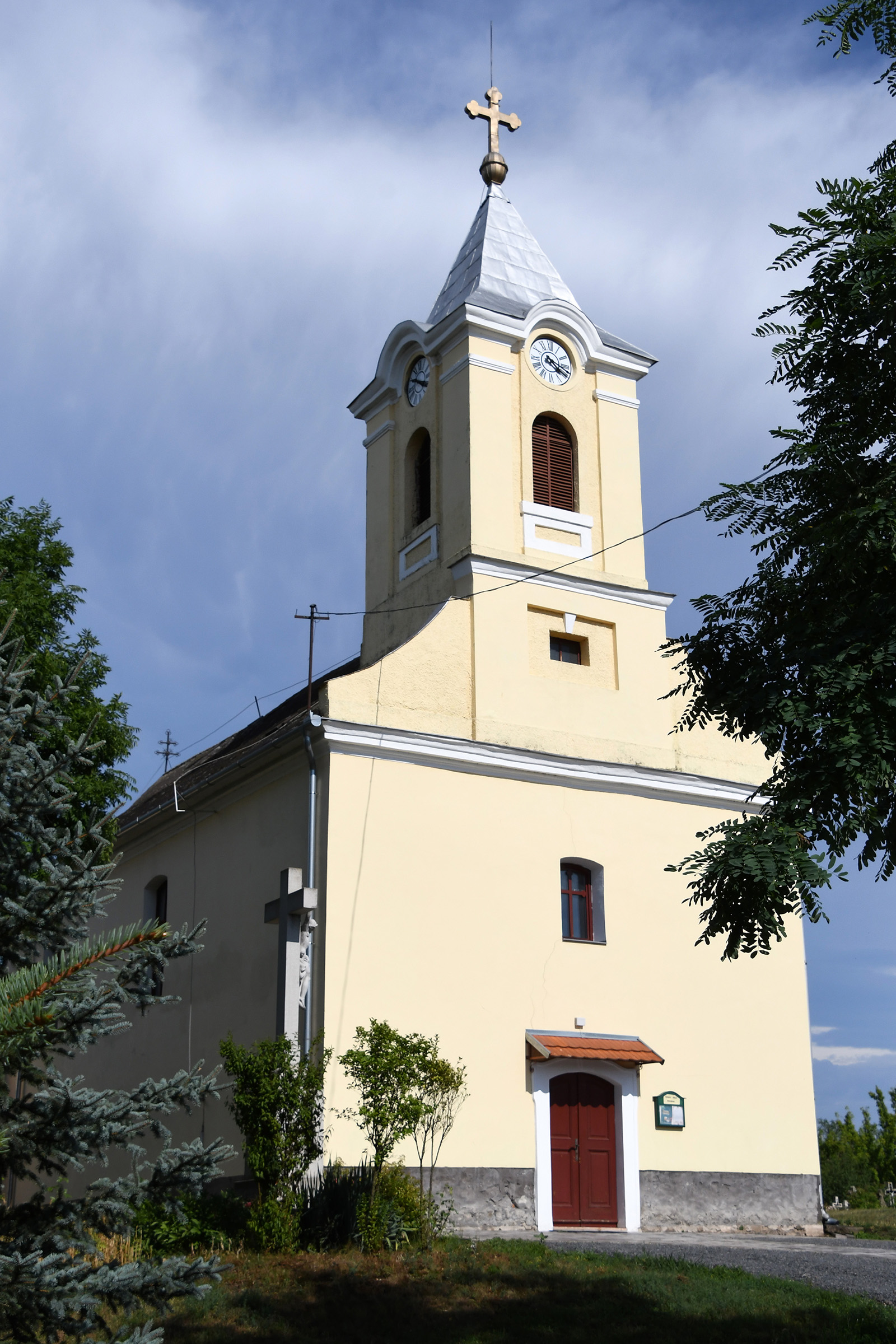
Römisch-katholische Kirche Gyertyaszentelő Boldogasszony
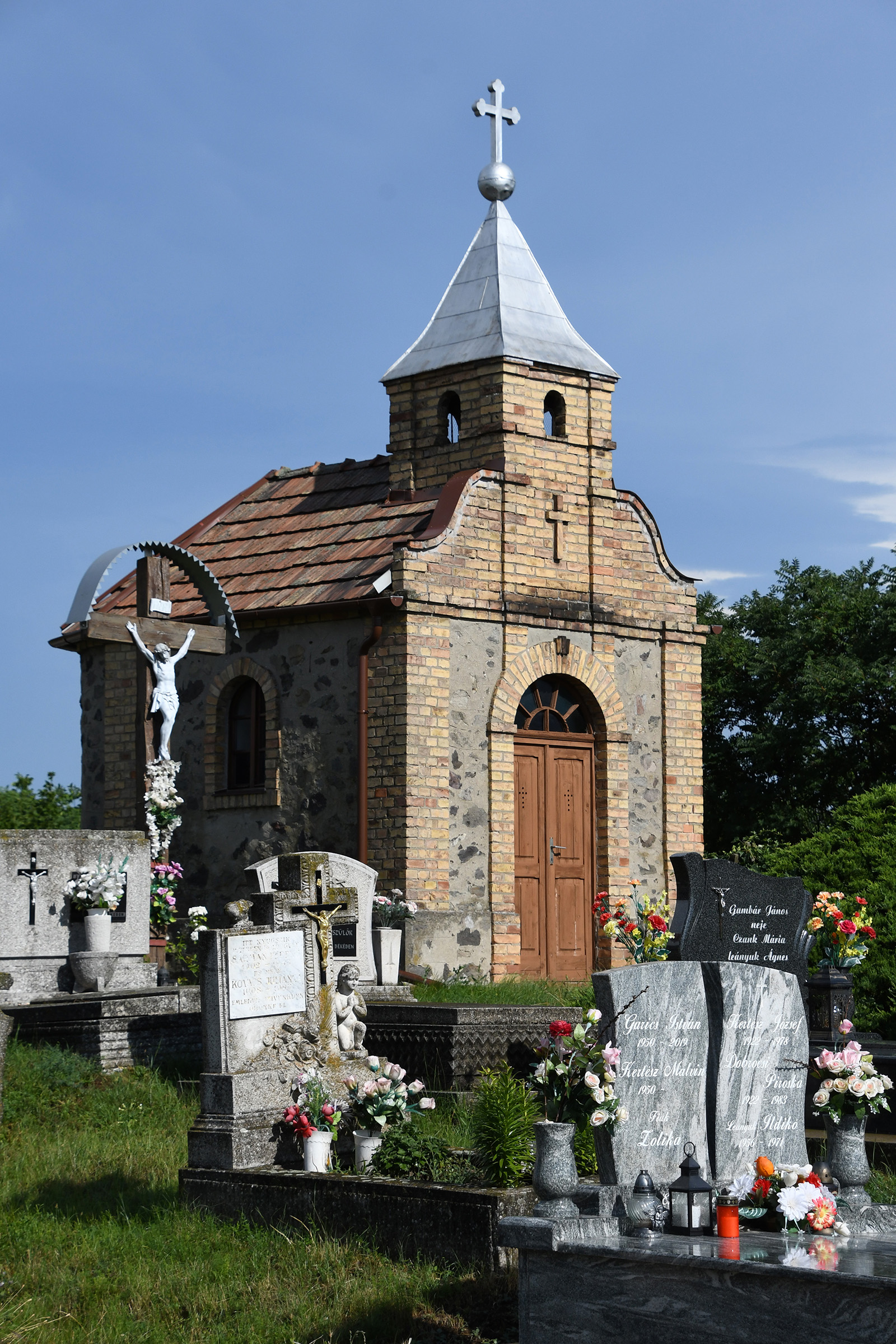
Kapelle auf dem Friedhof
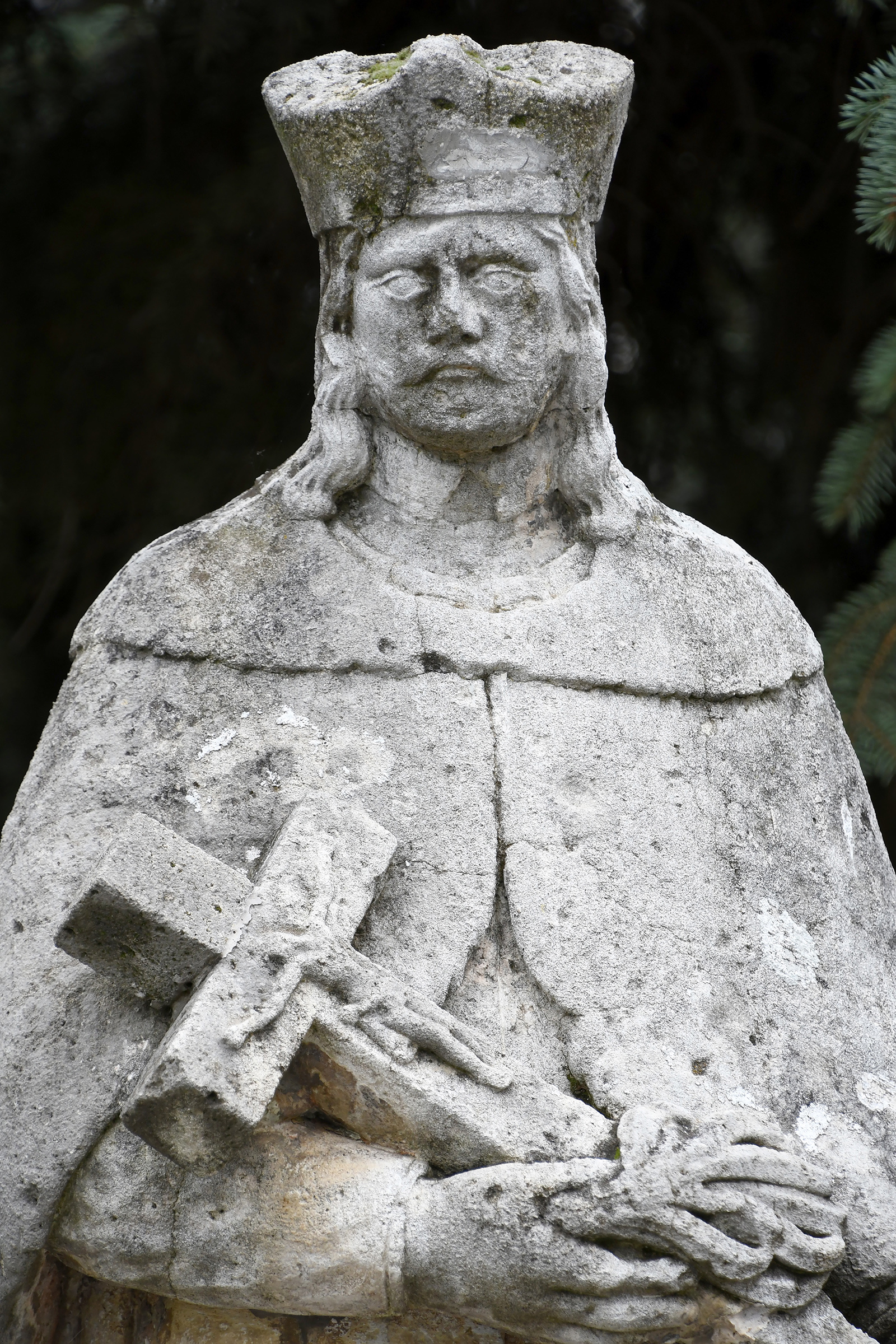
Standbild des heiligen Johannes Nepomuk

## Verkehr
In Szarvasgede treffen die Landstraßen Nr. 2128, Nr. 2129 und Nr. 2131 aufeinander. Es bestehen Busverbindungen nach Pásztó, Héhalom und Vanyarc. Der nächstgelegene Bahnhof befindet sich fünf Kilometer südöstlich in Apc-Zagyvaszántó.